# Thomas Norton
Thomas Norton, född 1532, död den 10 mars 1584, var en engelsk skald och ämbetsman.
Norton ägnade sig åt juridiska studier i Inner Temple och avancerade framgångsrikt på den juridiska banan samt var flera gånger medlem av parlamentet. De förföljelser mot katolikerna, vilka han ledde som domare, utmärktes för synnerlig grymhet, som förskaffade honom herostratisk ryktbarhet.
Norton ägnade även mycken tid åt litteraturen. Han författade bland annat de tre första akterna (de två övriga skrevs av Thomas Sackville) i den första regelrätta engelska tragedin Gorboduc (1561), även känd som Ferrex and Porrex, vilket var namnet på den reviderade version som kom 1570.